# Nordenskiöldkysten
Nordenskiöldkysten est la partie la plus occidentale de la Terre de Nordenskiöld et un site ramsar norvégien située à l'ouest du Spitzberg, Svalbard. Il s'agit d'une vaste plaine allongée et mesurant du nord au sud environ 30 km de longueur, pour 5 à 10 km de large. Le site est bordé à l'ouest par l'océan Arctique, et au sud par le détroit de Bellsund. Cette plaine est le lieu le plus à l'ouest de la Terre de Nordenskiöld.
Cette grande plaine fait partie du Parc national de Nordenskiöld Land. Elle a été  classée site ramsar en 2011, comprenanrt également la montagne Ingeborgfjellet dans le sud-est. Les montagnes bordant la plaine, et abritant des populations de râles, mouettes et fulmar boréal. Le site ramsar comprend également les montagnes, le glacier Erdmannbreen, et les plaines humides d'Orustdalen et Ytterdalen.
Plusieurs aires protégées sont comprises dans le Nordenskiöldkysten, à partir du nord :
- Aire de protection du géotope de Festningen, y compris Russekeila.
- Réserve ornithologique de Kapp Linné qui comprend la lagune Fyrsjøen.
- Parc national de Nordenskiöld Land.

Le nord de Nordenskiöldkysten est appelé Isfjordflya, on y trouve le Kapp Linné, Isfjord Radio et le phare. Un peu au nord se trouve une vieille cabane de chasseur russe à Russekeila où se trouve également les restes d'une exploitation minière du début des années 1900. Plus au nord se trouve l' aire de protection du géotope de Festningen. Dans le nord-est s'étend la montagne Linnéfjella dans le sens nord-sud.
Le sud de Nordenskiöldkysten est appelé Lågnesflya. On y trouve plusieurs caps: Osodden, Kapp Bjørset, Grønsteinodden, Lågneset et Kapp Martin – le dernier avec un phare pour l'approche du Bellsundet. Puis vient la baie Van Muydenbukta et la montagne Ingeborgfjellet. Au sud de cette dernière on trouve les Camp Bell et Camp Millar.